# Xã Washington, Quận Grant, Arkansas
Xã Washington (tiếng Anh: Washington Township) là một xã thuộc quận Grant, tiểu bang Arkansas, Hoa Kỳ. Năm 2010, dân số của xã này là 1.442 người.